# Список словесних назв українського озброєння

## А
1. Альта — протитанкова керована ракета класу «повітря-земля» і «повітря-повітря».
2. Анклав — портативний постановник радіоперешкод.
3. Аскорія — дослідна великокаліберна снайперська гвинтівка.

## Б
1. Багіра — гладкоствольна танкова гармата 55Л калібру 140 мм.
2. Базальд — апаратура користувачів супутникових навігаційних систем ГЛОНАСС (GPS) СН-3003.
3. Бар'єр — сімейство протитанкових ракет.
4. Барс — сімейство багатофункціональних легких колісних броньових автомобілів.
5. Борсук — радіолокаційна станція розвідки наземних цілей ближньої зони 112L1.
6. Бастіон — сімейство реактивних систем залпового вогню.
7. Бісквіт — радіолокаційний вимірювальний комплекс.
8. Блик:
 • Блик-2 — бойовий модуль для ЛБТ.
9. Буг — бойовий модуль для ЛБТ.
10. Булат — основний бойовий танк Т-64БМ.
11. Буцефал — бронетранспортер БТР-4.

## В
1. Варан:
 • Варан — бронетранспортер на базі БТР-70.
 • Варан ЗСУ — зразок малюнка камуфляжу спеціально для Збройних сил України.
2. Варта:
 • Варта — комплекс оптико-електронної протидії.
 • Варта — броньований автомобіль.
3. Варяг — дослідний револьвер.
4. Вепр:
 • Вепр — штурмова гвинтівка компановки «булл-пап»;
 • ВЕПР — багатофункціональний автомобіль.
5. Верба — міномет калібру 82 мм.
6. Вій:
 • Вій — дослідний самозарядний пістолет КБС-1;
 • Вій — бойовий модуль для ЛБТ.

## Г
1. Гайдук — багатоцільовий корвет проекту 58200. Не варто плутати з проектом 58250.
2. Гайдук-М — багатоцільовий корвет проекту ?????.
3. Гарант — система захисту.
4. Гардіан — бронетранспортер БТР-3.
5. Гном — дослідний пістолет.
6. Гоблін — дослідний пістолет-кулемет.
7. Годзілла — броньований автомобіль.
8. Грань — протитанкова керована ракета.
9. Грім:
 • Грім — оперативно-тактичний ракетний комплекс;
 • Грім — бойовий модуль для ЛБТ.
10. Гюрза:
 • Гюрза — артилерійський бронекатер проекту 58150;
 • Гюрза-М — модифікований артилерійський бронекатер проекту 58155;
 • Гюрза — корабельний комплекс оптико-електронної протидії.

## Д
1. Десна — бойовий модуль для ЛБТ.
2. Дніпро:
 • Дніпро — ракета-носій;
 • Дніпро — зенітно-ракетний комплекс.
3. Дозор — сімейство багатоцільових бронеавтомобілів.
4. Дуплет — динамічний захист.

## Е
1. Ельф — дослідний пістолет-кулемет.
2. Епізод — телефонний цифровий польовий комутатор малої ємкості К-1210.

## З
1. Заслін — комплекс активного захисту.
2. Захисник — бронетранспортер БТР-7.
3. Зоопарк:
• Зоопарк-2 — радіолокаційна станція виявлення вогневих позицій артилерії противника.

## І
1. Інгул — бойовий модуль для ЛБТ.

## К
1. Катран:
 • Катран-М — бойовий модуль БМ-5М.01 для бронекатерів.
2. Каштан:
 • Каштан-3 — комплекс оптико-електронної протидії.
3. Квітник — керований артилерійський снаряд з лазерною напівактивною головкою самонаведення калібрів 152 і 155 мм.
4. Кентавр — десантно-штурмовий катер.
5. Кіборг — бойовий модуль для ЛБТ.
6. Козак — сімейство багатофункціональних колісних броньованих автомобілів.
7. Колос — комплекс оптико-електронної протидії.
8. Кольчуга — автоматизована станція пасивної радіотехнічної розвідки.
9. Комбат — танкова керована ракета калібру 125 мм.
10. Контраст — маскувальна конструкція для захисту військової техніки.
11. Конус — танкова керована ракета калібру 120 мм.
12. Корсар:
 • Корсар — сімейство бронежилетів;
 • Корсар — протитанковий ракетний комплекс.
13. Коршун — крилата ракета.
14. Кропива — артилерійський тактичний розвідувально-ударний комплекс.

## Л
1. Лиман — наземний мобільний комплекс радіозаглушення ліній наведення авіації.
2. Лис — радіолокатор розвідки наземних, надводних а також низьколітальних цілей LC111.

## М
1. Мангуст — радіолокатор розвідки наземних, надводних а також низьколітальних цілей LC112.
2. Мандат — автоматизована станція радіоперешкод.
3. Махно — легкоброньований автомобіль.
4. Мезотрон — автоматизований звукометричний комплекс АЗК-7 (1Б33).
5. Мигдаль — телевізійний прицільний пристрій для ЛСО.
6. Молот — міномет калібру 120 мм.
7. Морена — корабельний багатофункціональний радіолокаційний комплекс цілеуказання.
8. Мрія — військово-транспортний літак Ан-225.

## Н
1. Невод — багатоцільова система радіомоніторингу, виявлення місця розташування і перехоплення джерел радіовипромінювань.
2. Нептун — протикорабельний ракетний комплекс.
3. Ніж — комплекс вбудованого динамічного захисту.

## О
1. Овід — система швидкого монтування броньових модулів.
2. Оплот — основний бойовий танк Т-84БМ.
3. Орлан — патрульний катер проекту 58130.
4. Осавул — дослідний револьвер.
5. Око — радіолокаційна станція охорони периметру.

## П
1. Павутина — рухома система радіоконтролю короткочасних джерел радіовипромінювань.
2. Парус — бойовий модуль для ЛБТ.
3. Пеленг — стаціонарна система радіочастотного моніторингу.
4. Положення:
 • Положення-2 — розвідувальний автоматизований звукометричний комплекс.
5. Поршень — ручний самозарядний гранатомет калібру 30 мм.

## С
1. Сапсан — оперативно-тактичний ракетний комплекс.
2. Сармат — бойовий модуль для ЛБТ.
3. Скіф — протитанковий ракетний комплекс.
4. Сова — корабельний комплекс оптико-електронної протидії.
5. Сонар — апаратура користувачів супутникових навігаційних систем ГЛОНАСС (GPS) СН-3307.
6. Стилет — спеціальний гранатомет.
7. Стугна — протитанкова керована ракета.
8. Сура — нашоломна система цілеуказання.

## Т
1. Тайфун — бойовий модуль для ЛБТ.
2. Тембр — автоматизований звукометричний комплекс АЗК-5 (1Б17).
3. Торнало — багатоцільовий фрегат.
4. Тритон — плавучий бронеавтомобіль.

## Ф
1. Фаларік:
 • Фаларік 90 — протитанкова керована ракета калібру 90 мм.;
 • Фаларік 105 — протитанкова керована ракета калібру 105 мм.
2. Фалах:
 • Фалах-2 — керована ракета калібру 100 мм.
3. Фантом — комплекс активного захисту.
4. Філін — ручний радіопеленгатор.
5. Форпост — броньований автомобіль.

## Х
1. Хортиця — сімейство дослідних самозарядних пістолетів.

## Ч
1. Чорний дятел — комплекс високоточного пострілу.

## Ш
1. Шабля — дистанційний бойовий модуль.
2. Шквал — бойовий модуль КБА105 для ЛБТ.
3. Штіль — бойовий модуль для ЛБТ.
4. Шторм — комплекс екстреного маскування танків.
5. Штурм:
 • Штурм — бойовий модуль БМ-3М для ЛБТ;
 • Штурм — сіткомет.

## Я
1. Ятаган — основний бойовий танк Т-84-120.